# Jezioro Zabielskie
Jezioro Zabielskie (biał. возера Забельскае, woziera Zabielskaje) – jezioro na Białorusi, w obwodzie witebskim, w rejonie głębockim, w dorzeczu rzeki Bereźwicy, 4 km na północ od miasta Głębokie, w pobliżu wsi Zabiele.

## Opis
Powierzchnia jeziora wynosi 0,44 km², długość 1,51 km, największa szerokość 0,44 km, długość linii brzegowej 4,72 km. Największa głębokość jeziora wynosi 2,1 m, średnia 1,2 m. Objętość wody wynosi 0,52 mln m³. Powierzchnia zlewni wynosi 11,1 km².
Zbiornik jeziora jest wydłużony w kierunku z zachodu na wschód. Zbocza basenu w części południowej są strome, wysokości 14-15 m, pozostałe łagodne, wysokości od 3 do 9 m. Linia brzegowa jest kręta. Brzegi są piaszczyste, czasem podmokłe, o wysokości do 0,2 m. Brzegi południowo-wschodnie i południowo-zachodnie są aluwialne. Miejscami wzdłuż brzegów rozlewisko ma szerokość do 50 m. Dno jeziora jest płaskie, wyłożone sapropelem. Na jeziorze znajduje się wyspa o powierzchni 0,7 ha.
Jezioro jest eutroficzne z objawami dystrofii antropogenicznej. Roślinność przybrzeżna zajmuje pas o szerokości do 30 metrów. Jest połączony z jeziorami Marcybelińskim i Muszkackim. Na zachód od jeziora biegnie droga R3.
W jeziorze występują szczupaki, okonie, karasie i płocie.